# 加蘭護街

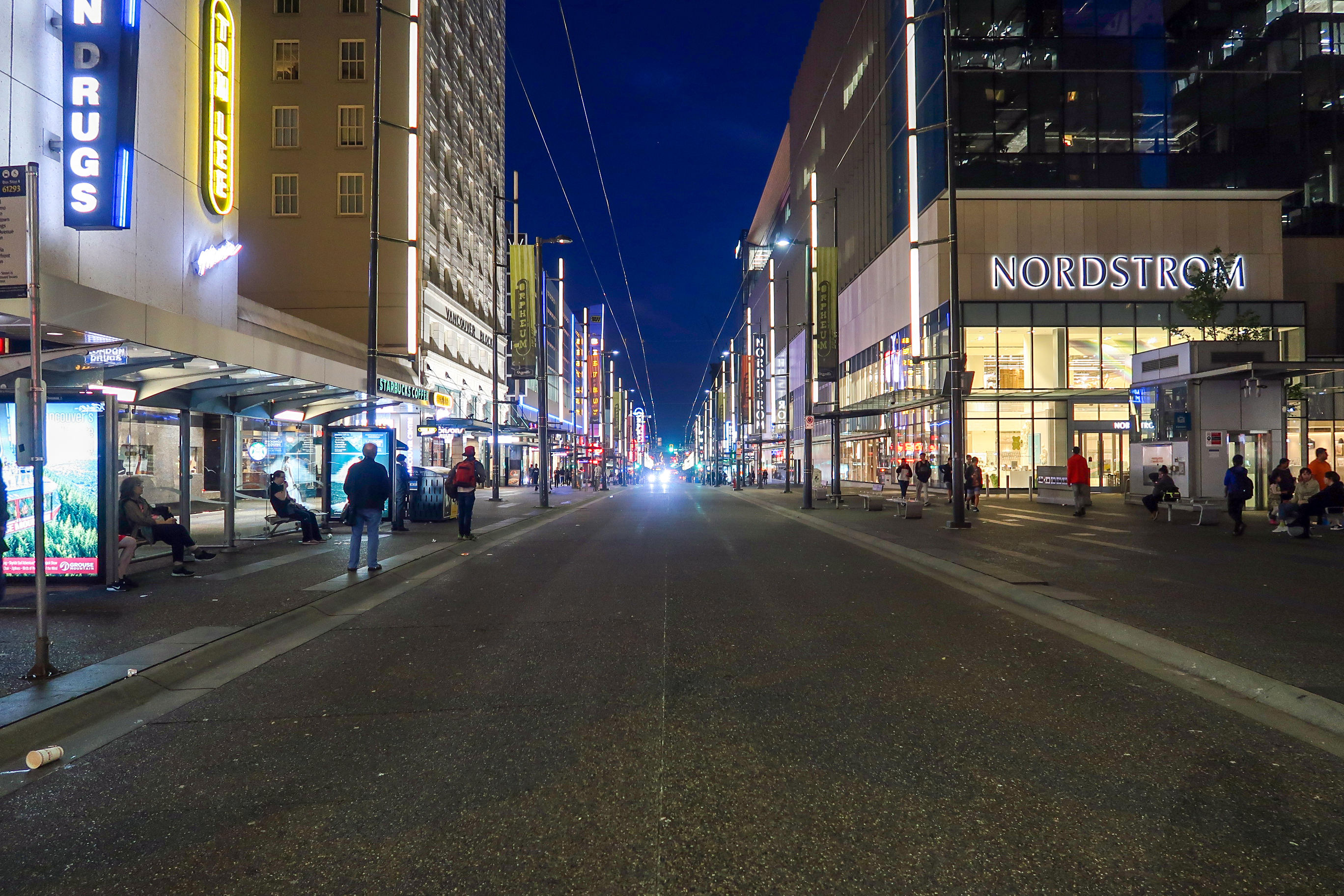
晚上的加蘭護街，攝於2018年

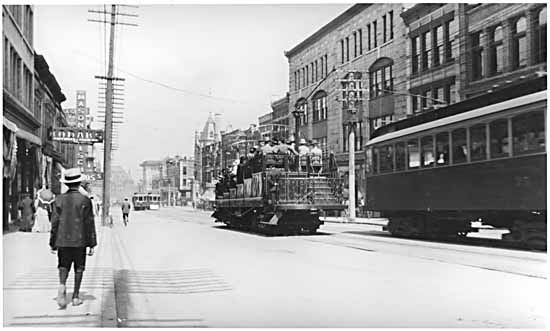
加蘭護街上的路面電車，攝於1910年

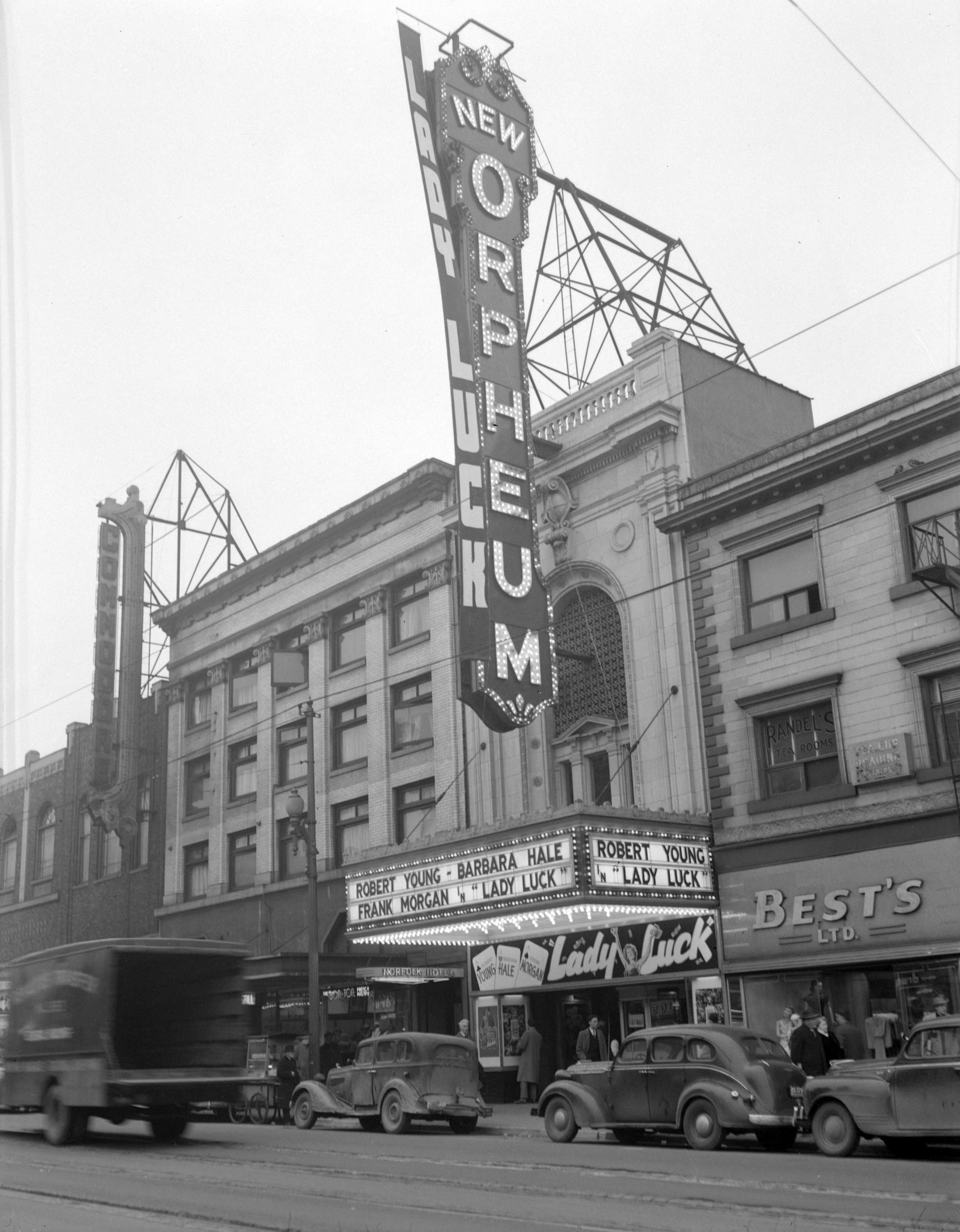
加蘭護街上的奧芬劇院（攝於1946年）

加蘭護街（本地發音：/ˈgɹɛənv(ə)l/），又譯固蘭湖街、格蘭維爾街，是加拿大卑詩省溫哥華一條主要南北向街道。此街北起溫哥華市中心歌杜華街的濱海站門前，往西南方穿過市中心，在市中心南端駁上加蘭護街橋橫跨福溪和固蘭湖島，在福溪南岸往南直達溫市南端馬寶區，到西南海旁大道的交界處為止，當中介乎加蘭護街橋北端引道至西70街的路段隸屬卑詩省99號公路。

## 歷史
加蘭護街於1885年（即溫哥華設市前一年）出現，以溫哥華市的舊稱「加蘭護鎮址」（Granville Townsite）為名；而加蘭護鎮址的名稱則紀念於1868年至1870年間擔任英國殖民地大臣的加蘭護伯爵。當時加蘭護街只限於歌杜華街至福溪北岸的一段，並全程位於加拿大太平洋鐵路（CPR）所擁有的地段。CPR計劃重點發展該塊地皮，並打造加蘭護街成溫哥華市的中心地段和主要商業街。與此同時，CPR在其福溪南岸屬地的正中央劃下一條「中央街」（Centre Street）。隨著橫跨福溪的第一代加蘭護街橋於1889年開通，位於福溪兩岸的加蘭護街和中央街也貫通起來，而中央街也從1907年至1911年間分階段更名為加蘭護街。
溫哥華於1908年至1913年間市道暢旺，並出現一股建築潮，為加蘭護街沿途增添不少新建築物。然而，1913年出現金融風暴，一戰也於1914年展開，這股建築潮也隨之結束。1920年代經濟復蘇，加蘭護街的發展也重拾正軌，往後年間更成為溫哥華市的首要娛樂區。沿途有不少建築物增設了霓虹燈牌，為加蘭護街帶來「滿佈燈光的大街」（Street of Lights）和「美妙的白色大道」（Great White Way）等美譽。然而，於1954年開通的第三代加蘭護街橋在福溪北岸分別於豪街和詩磨街設南行和北行匝道，市中心一段加蘭護街的交通被分流到該兩條街，令加蘭護街沿途商戶失去不少客源。
溫哥華市內的高速公路計劃於1960年代末被取消後，市政府有感市中心道路網的運載量有限，有需要限制進出市中心的汽車流量，因此於1974年將奶路臣街至喜士定街的一段加蘭護街劃為巴士及行人專用區（運輸廊道），並稱為「加蘭護行人專區」（Granville Mall）。市府後於1989年重新開放奶路臣街至士美街的一段加蘭護街讓私家車行駛。
溫哥華架空列車加拿大綫工程期間，市中心一段加蘭護街被封閉以進行明挖回填隧道工程。

## 外部鏈結
- 维基共享资源上的相關多媒體資源：加蘭護街